# Праздники Сейшельских Островов
Главный праздник Сейшельских Островов — 18 июня, Национальный день.
Кроме того, выходными днями являются:
- воскресенье,
- Новый год (1-2 января),
- Страстная пятница (переходящий праздник),
- Пасха (переходящий праздник),
- День Труда (1 мая),
- День Освобождения (5 июня, годовщина свержения президента Мэнчема в 1977 году),
- Праздник Тела и Крови Христовых (3 июня),
- День Независимости (от Великобритании; 29 июня),
- Успение Пресвятой Богородицы (15 августа),
- День всех святых (1 ноября),
- Непорочное зачатие Девы Марии (8 декабря),
- Рождество (католическое; 25 декабря).